# The Sims Mobile
The Sims Mobile — условно бесплатная игра — симулятор жизни, предназначенный для игры на мобильных устройствах с операционными системами Android и IOS. Впервые анонс игры состоялся 9 мая 2017 года. Мировой выход игры состоялся 6 марта 2018 года. Игрок должен создать персонажа, который должен развиваться, улучшать свои навыки, больше зарабатывать, завязывать отношения, проходить сюжетные линии и постепенно улучшать и обустраивать свой дом. По мере прохождения, игрок получает доступ к новым элементам игрового процесса и к новым локациям.
The Sims Mobile создавалась на том же движке, что и The Sims 4, однако фактически рассматривается, как преемница успешной условно-бесплатной The Sims FreePlay. Несмотря на то, что по состоянию на 2017 год, FreePlay оставалась популярной, её игровой движок считался уже достаточно устаревшим, поэтому The Sims Mobile рассматривалась, как игра следующего поколения. В целом она подобна The Sims 4, однако сдерживающим фактором вместо потребностей выступает так называемые энергия, которая тратится за каждое действие и которая восполняется со временем или за дополнительную плату. Также в игру интегрирован мультиплеер и готовые сценарии развития персонажа. Разработкой игры занималась отдельная команда в составе Maxis, однако с 2019 года поддержка игры была возложена на Firemonkeys. В 2024 году поддержка игры была прекращена.
Оценки игры можно охарактеризовать в целом, как сдержанно-положительные, по версии агрегатора Metacritic, средняя оценка игры составила 73 %. Критики похвалили игру за её продвинутую по меркам мобильной игры графику, плавную работу (на iOS), интерфейс, а также имеющиеся инструменты, значительно превосходящие таковые в The Sims FreePlay, тем не менее игра ощущается урезанной версией The Sims 4. Критики также похвалили представленные квесты в игре и большое разнообразие игрового процесса. Неоднозначные оценки получила модель сдерживания, ориентированная на короткие и повторяющиеся игровые сеансы, не каждому игроку понравится такой способ игры, также критики заметили, что по мере прогресса, предметы в игре становятся чрезмерно дорогими.

## Игровой процесс
Игра The Sims Mobile позволяет игроку создать персонажа с уникальной внешностью в редакторе персонажа, чтобы затем управлять им, помогать в достижении какой-либо цели или строить семью. Помимо этого, игрок может строить комнаты и обустраивать их мебелью. Выполняя задания и желания сима, игрок зарабатывает симолеоны, которые можно потратить на обустройство дома или иные блага.

Изображение из игры

В The Sims Mobile интегрирован мультиплеер, так игрок может общаться с персонажами других игроков в режиме реального времени, приглашать их в гости или на вечеринки. Игрок может оценивать другого персонажа с помощью вручения ему одного из 3 стикеров: «Классика», «Чудачество» и «Отпад». Количество стикеров, полученных за неделю, даёт дополнительные награды.
Изначально в игру были встроены базовые потребности: Гигиена, Питание и Досуг. Впоследствии от шкалы потребностей отказались. Теперь симы всегда положительно настроены и довольны. Единственное, что может испортить им настроение — это генерируемый «случайный выбор», во время которого предлагается короткое событие, на которое можно отреагировать несколькими путями, затратив на него внутриигровую валюту или проигнорировав. Из-за игнорирования пожеланий других персонажей у сима может портиться настроение, он может быть расстроен и даже плакать какой-то период времени. Как и в предыдущих мобильных версиях The Sims, в игре также есть так называемая «шкала энергии», которая опустошается с каждым действием симов. Энергия полностью восстанавливается во время повышения уровня, также возможно моментально восполнить её с помощью внутриигровой валюты SimCash или используя кексы, купленные за реальные деньги. Некоторые предметы позволяют мгновенно восполнять энергию: например, можно воспользоваться душевой кабиной, ванной или некоторое время поспать. Каждое действие имеет своё время восстановления. Шкала автоматически восполняется, 1 единица энергии появляется через каждые 3 минуты. С помощью SimCash также можно купить премиум-одежду и мебель.
В отличие от предшественника The Sims FreePlay, The Sims Mobile имеет большее сходство с компьютерной версией — The Sims 4 в плане художественного стиля и геймплея. Однако особый акцент сделан на развитие готового сценария, которому игрок должен следовать, чтобы получать награды. Например, истории могут быть завязаны на продвижении по карьерной лестнице или развитии отношений. По мере прохождения истории, игрок может наблюдать уникальные диалоговые кат-сцены персонажей, прохождение истории также открывает доступ к новой одежде и мебели.

## Создание
The Sims Mobile с использованием игрового движка The Sims 4, но фактически рассматривается, как преемница The Sims FreePlay. Хотя Mobile обладает более передовой графикой и движком, Freeplay на тот момент предлагала гораздо больше контента, учитывая, что к ней выпускали обновления в течение 6 лет. Тем не менее, разработчики объяснили своё решение разработки и дальнейшей поддержки The Sims Mobile тем, что не целесообразно продолжать поддержку игры, созданную по устаревшим технологиям 2011 года, а Mobile представляет значительно улучшенную графику и геймплей, которые делают игру более приближенной к жизни. Скотт, один из продюсеров игры, заметил, что за последние годы мобильные игры сумели предоставить игроку гораздо больше возможностей игрового процесса в соответствии с ожиданиями игрока. Такое же превосходство показывает и Mobile. Брэндон Гилл, креативный директор игры, заявил, что разработчики стремились создать игру с максимально яркой и качественной графикой для мобильных устройств и приблизить разнообразие игрового процесса максимально к компьютерному прототипу, чем это когда-либо делалось раннее, в том числе и тщательно проработанный режим создания персонажа. Помимо этого, игра создавалась с учётом желаний игроков FreePlay исправить многие базовые недостатки в игре. В Mobile было решено сделать особый акцент на возможности развития нескольких поколений семей, хобби и карьере персонажа. Таким образом, разработчики прибегают к новым способам привлечь новую игровую аудиторию. Разработчики пообещали, что будут расширять игру периодическими обновлениями и надеются, что большинство игроков FreePlay со временем перейдёт на Mobile. Отвечая на вопрос, почему Mobile было решено сделать условно бесплатной, разработчики заметили, что если некоторые игроки недовольны этим, для них всегда остаётся доступной компьютерная версия The Sims 4. Разработчики отметили, что всегда стремятся подарить новый опыт игры в симулятор, сама же игра Mobile создавалась с расчётом того, чтобы понять, какие доходы сможет принести условно бесплатная версия The Sims 4, преимущества/недостатки её геймплея.
За звуковое сопровождение в игре отвечал Роби Каукер, он сразу же решил, что наиболее подходящими для игры будут камерные мелодии, а не оркестровые, как в The Sims 3 или The Sims 4 . В итоге Каукер пришёл к идее пригласить композитора Силаса Хайта, который раннее писал музыку к поздним дополнениям The Sims 2. По этой причине в звуковых эффектах и музыкальном сопровождении в Mobile ощущается наследие The Sims 2. Хотя Mobile является упрощённой версией, созданной на движке The Sims 4, разработчики решили добавить в неё и некоторые новые возможности, например, «Магазин модной одежды Иззи». Решение добавить истории в игру было следствием того, что разработчики, сосредоточившись на разработке игровой механики, заметили, что игра страдает от недостатка юмора, что всегда было особенностью игр серии The Sims, так, через истории, разработчики желали закрепить эмоциональную связь игрока и его персонажа.

### После выпуска
Игра изначально была выпущена на территории Бразилии с целью бета-тестирования, так как перед «мировым» выпуском, команда хотела выявить основные недостатки игры и претензии игроков, а также понаблюдать, как игроки будут взаимодействовать с различными функциями и действиями в игре. Разработчики даже признались, что им пришлось пойти на некоторые трудные решения, чтобы в итоге подготовить игру такой, чтобы она могла развлекать игрока, но и приносила лучшие доходы. Например разработчики для лучшей оптимизации отказались от автоматического старения или понижения потребностей.
Игра на протяжении 7 лет поддерживалась выпуском периодических бесплатных обновлений, для чего команда разработчиков изучала отзывы игрового сообщества. При этом разработчики заметили, что, в отличие от команды создателей The Sims 4, они могли быстро реагировать на претензии игроков и за короткое время решать ту или иную проблему. Начиная с 2019 года, обязанность по поддержке игры взяла на себя команда разработчиков The Sims FreePlay из Firemonkeys. По состоянию на 2020 года, обновления, помимо добавления нового контента также позволили усовершенствовать имеющийся редактор строительства. Разработчики из Firemonkeys заметили, что при работе над обновлениями перенимают элементы игрового процесса, созданного для новых дополнений к The Sims 4, а также перенимают опыт работы над обновлениями к FreePlay.
29 января 2024 года EA объявила о прекращении поддержки The Sims Mobile ould, заметив, что в игре по прежнему будут запускаться сезонные события, созданные в предыдущие годы и в игре будут поддерживаться онлайн-функции.

## Анонс и выпуск
Анонс игры состоялся 9 мая 2017 года, и было объявлено, что The Sims Mobile будет доступна для скачивания на территории Бразилии, чтобы разработчики до мирового выхода протестировали механику игры и исправили возможные ошибки.
Мировой выход игры состоялся 6 марта 2018 года. По состоянию на июль 2018 года, доходы от микротранзакций The Sims Mobile составили $15 млн долларов, 59 % доходов пришлось на игроков из США, 8 % — из Великобритании. По состоянию на 1 октября 2018 года, суммарный доход от игры составил $20 млн долларов. Тем не менее, реальные доходы от игры оказались ниже, чем ожидали разработчики, а игра не выдерживала конкуренции со стороны The Sims FreePlay. Даже несмотря на то, что после выпуска The Sims Mobile скачивали в 4 раза чаще, чем FreePlay, уже через месяц после выхода игра приносила меньше доходов, чем FreePlay. Через 5 месяцев после выхода количество установок Mobile и FreePlay сравнялось. Даже несмотря на очевидное превосходство Mobile в плане графики, неудача игры связывалась с её излишней линейностью, превращающей симуляцию жизни в примитивную систему квестов, и несбалансированной системой ограничений и наград, ограничивающей игрока короткими игровыми сеансами, когда как FreePlay позволяет переключаться между большим количеством симов. Также, по мере прогрессии, игроку становится всё сложнее приобрести награды или новые предметы, награды не прогрессируют, в итоге игрок теряет мотивацию возвращаться.
По данным на 2020 год, игровая аудитория The Sims Mobile составляла пятую часть от аудитории The Sims 4.
В феврале 2019 года стало известно, что разработкой и поддержкой The Sims Mobile занялась австралийская студия разработчиков мобильных игр — Firemonkeys Studios, а точнее команда, работающая над The Sims FreePlay, а изначальная команда из The Sims Studio была объединена с основной командой разработчиков The Sims 4.

## Музыка
Над музыкой в режиме создания персонажа и строительства работал композитор Силас Хайт, который когда-то работал над музыкальным сопровождением к The Sims 2. Решение пригласить Хайта в качестве композитора было принято также для того, чтобы игроки, когда-то знакомые с The Sims 2 смогли «услышать те же, ностальгические мелодии».
| №   | Название                         | Автор(ы)   | Длительность |
| --- | -------------------------------- | ---------- | ------------ |
| 1.  | «Black Tie Event»                | Силас Хайт | 0:34         |
| 2.  | «Build A Banana Boat»            | Силас Хайт | 1:08         |
| 3.  | «Campfire Classic»               | Силас Хайт | 1:00         |
| 4.  | «Classy Little Thang»            | Силас Хайт | 2:28         |
| 5.  | «Create Your Life»               | Силас Хайт | 1:14         |
| 6.  | «Drawn Together»                 | Силас Хайт | 3:05         |
| 7.  | «Make My Simself»                | Силас Хайт | 2:31         |
| 8.  | «Mellow My Man»                  | Силас Хайт | 0:25         |
| 9.  | «Redwood Rhythms»                | Силас Хайт | 1:06         |
| 10. | «Retirement»                     | Силас Хайт | 0:11         |
| 11. | «Silas's Simtopia»               | Силас Хайт | 1:10         |
| 12. | «Simply Bossa Nova»              | Силас Хайт | 0:46         |
| 13. | «The Sims 4 Theme — Sims Mobile» | Силас Хайт | 2:08         |
| 14. | «Swing Swang Swung»              | Силас Хайт | 0:26         |
| 15. | «The Sim Reaper»                 | Силас Хайт | 0:20         |
| 16. | «Wedding Party»                  | Силас Хайт | 0:34         |
| 17. | «321 Sim»                        | Силас Хайт | 2:56         |

## Восприятие
| Сводный рейтинг    | Сводный рейтинг |
| Агрегатор          | Оценка          |
| ------------------ | --------------- |
| GameRankings       | 71,25 %         |
| Metacritic         | 74 %            |
| Иноязычные издания |                 |
| Издание            | Оценка          |
| GamingTrend        | 85              |
| Twinfinite         | [ 26 ]          |
| TouchArcade        | [ 27 ]          |
| SpazioGames        | 75 %            |
| Jeuxvideo          | 12/20           |
| Schacknews         | 4/10            |

Критики в основном дали положительные и смешанные оценки игре, по версии агрегатора Metacritic, средняя оценка игры составила 73 %, оценка пользователей заметно ниже — 32 %. Игра была номинирована в категории «выдающаяся видео-игра» на 30-м вручении GLAAD Media Awards.
Ямилия Авендано с сайта Twinfinite заметила, что игра определённо придётся по душе игрокам, уже уставшим от The Sims FreePlay, тем не менее игра не удовлетворит тех, кто ищет замену The Sims 4, да и в целом не фанатеет от условно бесплатных игр. Критик Multiplayer заметил, что The Sims Mobile создавалась явно для охвата большой игровой аудиторией. Хотя игра не отличается революционностью, но определённо подойдёт игрокам, любителям продвинутых казуальных игр, «убивающих» время. Представитель сайта Jeuxvideo назвал The Sims Mobile игрой с очень продвинутыми инструментами, но крайне сдержанным игровым процессом, в котором нечего делать заядлым игрокам The Sims 4, учитывая, что речь идёт фактически о подобной ей мобильной версии. Разгромный отзыв оставил критик сайта Shacknews, назвав The Sims Mobile обладающей неплохим потенциалом, но «убитой» повсеместными ограничениями.
Критики похвалили игру за её графику, а также гладкую работу на мобильном устройстве iOS без снижения частоты кадров. Тем не менее игра работает не так стабильно на устройстве Android. Критик Mutiplayer также назвал техническую реализацию в игре великолепной, а анимации персонажей живыми и чёткими. Брайян Эртмер заметил, что не ожидал, что игра сможет предложить настолько продвинутый редактор персонажа, хоть и отстающий от The Sims 4, но самый лучший на рынке мобильных игр, однако критик был не доволен дизайном персонажей, похожих на детей. Ямилия Авендано похвалила игру за её пользовательский интерфейс, значительно усовершенствованный в сравнении с Freeplay и вполне соответствующий стандартам, заложенным с The Sims 4. В итоге игрок может с лёгкостью построить дом и это достижение для мобильной игры. Часть критиков наоборот назвали способ размещения предметов неудобным, тем не менее они похвалили игру за большое разнообразие предметов.
Критики похвалили игру за её систему квестов и историй. Ямилия Авендано заметила, что истории в игре придают The Sims Mobile новую глубину, элементы ролевой игры и её несомненно оценят поклонники The Sims. Эрик Форд с сайта Toucharcade заметил, что ни одна игра The Sims прежде не подходила так серьёзно с сюжетным линиям, при этом такая система достигается за счёт модели freemium. Томмазо Пульезе с сайта Multiplayer заметил, что игра с самого начала знает, куда направлять игрока и позволяет ему экспериментировать с самыми разными видами деятельности. Критик Shacknews заметил, что игра с одной стороны предлагает множество интересных историй, однако игрок должен быть готов к тому, что игра будет мешать и сдерживать его буквально на каждом шагу.
Рецензенты заметили, что The Sims Mobile чувствуется более линейной в сравнении The Sims 4. Брайян Эртмер отметил, что игрок может выполнять множество совместных или независимых друг от друга заданий, позволяя игроку прогрессировать в том направлении, в котором он желает и получать щедрые награды. Однако Брайян счёл странной систему требующую выполнять квесты, чтобы получить доступ к игровому процессу, например браку, возможности иметь детей и так далее. Тем не менее такая система выглядит оправданно для условно-бесплатной игры. Представитель Jeuxvideo наоборот заметил, что такая система чувствуется крайне ограничивающей игровой процесс, хотя она заточена на то, чтобы игрок снова и снова возвращался к игре и придётся по душе далеко не каждому игроку. Брайян Эртмер отдельно похвалил игру за связь прогрессии и возможности обустраивать и расширять дом, так как он выступает отличным символом статуса сима, позволяя устраивать в нём вечеринки или заводить детей.
Игра, как условно бесплатная, обладает ограничительной мерой в виде так называемой шкалы энергии. Оценки критиков в данной ситуации были разными. Часть из них назвали такую систему щадящей, в частности Брайян Эртмер заметил, что игра позволяет зарабатывать валюту, крайне медленно, но по прежнему игрок может прогрессировать. Авендано также заметила, что несмотря на клеймо условно-бесплатной игры, The Sims Mobile не навязывает агрессивно игроку платить для прогресса игры, позволяя ему отвлекаться на другие задания. Эрик Форд указал на то, что хотя система таймера и энергии сима выступают необходимым «злом» условно бесплатной игры, тем не менее данная механика реализована хорошо в The Sims Mobile и даже позволяя игроку идти на риски, в обмен на большее количество энергии получать большие награды. Тем не менее критик заметил, что игра сильно замедляет прогрессию, предлагая с каждым уровнем всё более дорогие предметы и считает, что тут The Sims Mobile нарушает баланс и многие игроки в итоге быстро потеряют интерес к игре. Представитель Jeuxvideo заметил, что шкала энергии во всём ограничивает действия игрока, таким образом The Sims Mobile ни в коем случае не подойдёт игрокам, любящим быстро и непрерывно прогрессировать, сама игра просто не позволяет веселиться несколько часов в подряд без денежных инвестиций. Критик Shaknews назвал ограничительную систему крайне раздражающей и ограничивающей действия персонажа буквально на каждом шагу.

## Слухи об отказе поддержки The Sims 4
В апреле 2018 года в Интернете начали распространяться слухи о массовом сокращении состава творческих разработчиков компьютерной версии игры The Sims 4 — «симгуру»
. Считалось, что сокращение было связано с удачным выпуском мобильной версии The Sims Mobile, которая за короткий период собрала большие доходы через микротранзакции. После этого руководство решило сократить выделение бюджета на разработку расширений к The Sims 4, перенаправив их на «потенциально более прибыльный» The Sims Mobile. Череда подобных слухов вызвала волнения в среде фан-сообществ и форумов The Sims 4, достаточные, что разработчикам пришлось лично опровергать данные слухи, заверив, что поддержка The Sims Mobile никак не скажется на разработке компьютерной версии The Sims. Источником слухов послужило увольнение нескольких «симгуру» на фоне всемирного выхода мобильной The Sims.